# Station Langerwehe
Station Langerwehe (Duits: Bahnhof Langerwehe) is een spoorwegstation in de Duitse plaats Langerwehe. Het station ligt aan de spoorlijn Aken – Keulen.

## Treinverbindingen
| Serie      | Treinsoort                          | Route | Bijzonderheden                                                                                          |
| ---------- | ----------------------------------- | --- | --- |
| RE 1 (RRX) | Regional-Express (National Express) | Aachen Hbf – Stolberg (Rheinl) Hbf – Eschweiler Hbf – Langerwehe – Düren – Köln Hbf – Düsseldorf Hbf – Duisburg Hbf – Essen Hbf – Dortmund Hbf – Hamm (Westf)        | NRW-Express                                                                                             |
| RE 9       | Regional-Express (DB Regio NRW)     | Aachen Hbf – Stolberg (Rheinl) Hbf – Eschweiler Hbf – Langerwehe – Düren – Köln Hbf – Siegburg/Bonn – Hennef (Sieg) – Eitorf – Siegen                                | Rhein-Sieg-Express                                                                                      |
| RB 20      | Regionalbahn (DB Regio NRW)         | Stolberg (Rheinl) Hbf – Eschweiler-St. Jöris – Alsdorf-Annapark – Herzogenrath – Aachen Hbf – Stolberg (Rheinl) Hbf – [ Stolberg Altstadt ] / [ Langerwehe – Düren ] | |
| S 19       | S-Bahn (DB Regio NRW)               | (Aachen Hbf – Langerwehe – ) Düren – Horrem – Köln-Ehrenfeld – Köln Hbf – Köln/Bonn Luchthaven – Troisdorf – Siegburg/Bonn – Hennef (Sieg) – Eitorf – Au (Sieg)      | Rijdt alleen twee keer per nacht tussen Aachen Hbf en Düren. Dienstregeling S19 geldig vanaf 10-12-2023 |

0.0: Köln Hbf ·
0.8: Köln Hansaring ·
3.7: Köln-Ehrenfeld ·
5.9: Köln-Müngersdorf Technologiepark ·
9.7: Lövenich ·
11.1: Köln-Weiden West ·
13.8: Frechen-Königsdorf ·
18.7: Horrem ·
21.4: Sindorf ·
30.3: Buir ·
35.0: Merzenich ·
39.2: Düren ·
48.9: Langerwehe ·
56.9: Eschweiler Hbf ·
60.3: Stolberg (Rheinl) Hbf ·
64.9: Eilendorf ·
68.2: Aachen-Rothe Erde ·
70.2: Aachen Hbf